# Sahitya Akademi
Die Sahitya Akademi (Hindi साहित्य अकादमी, „Literatur-Akademie“) ist die nationale Literatur-Akademie Indiens, die sich die Förderung der Literaturen und Sprachen Indiens zur Aufgabe gemacht hat.

## Geschichte

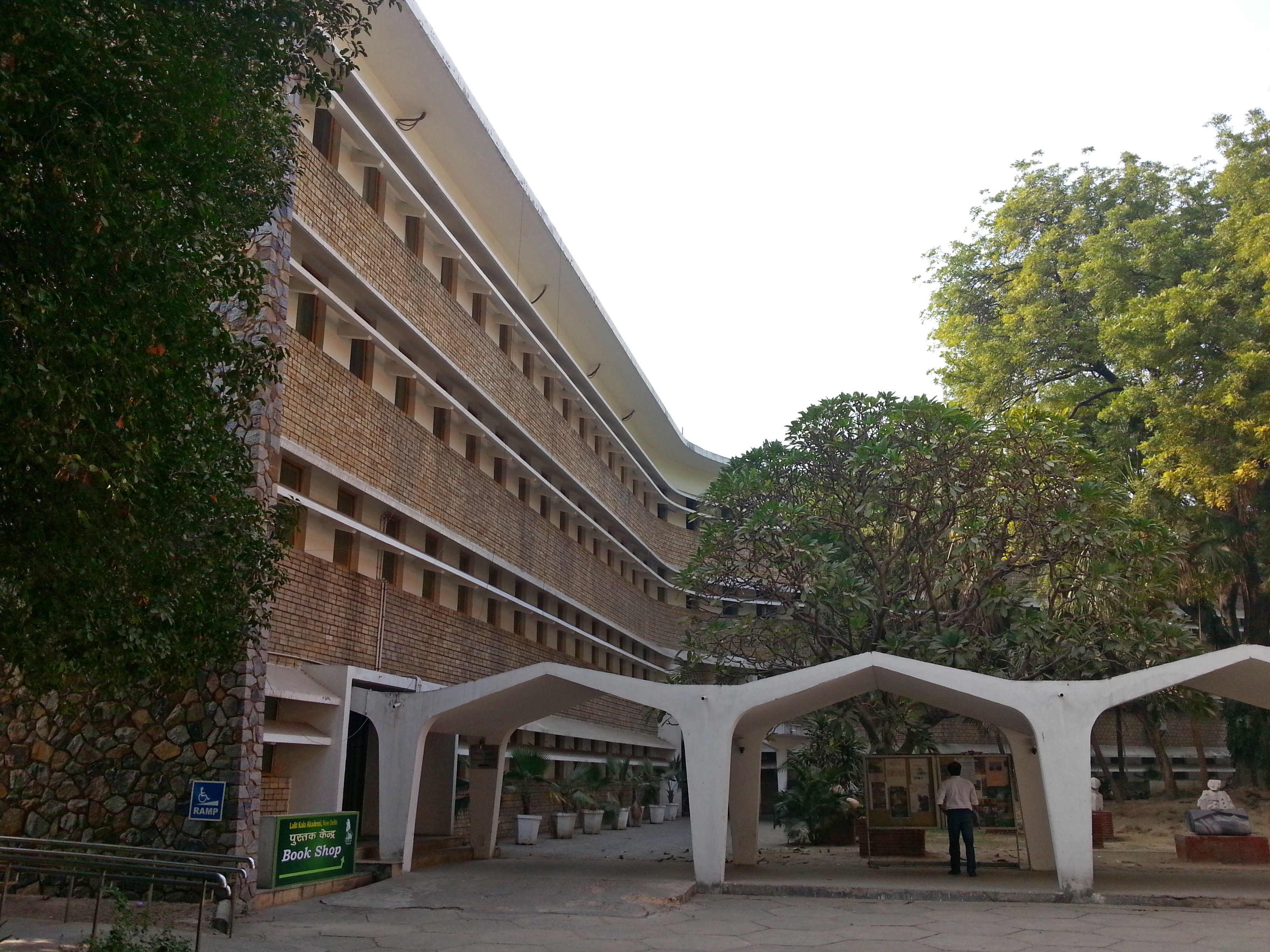
Rabindra Bhawan in Delhi, der Sitz der Sahitya Akademi

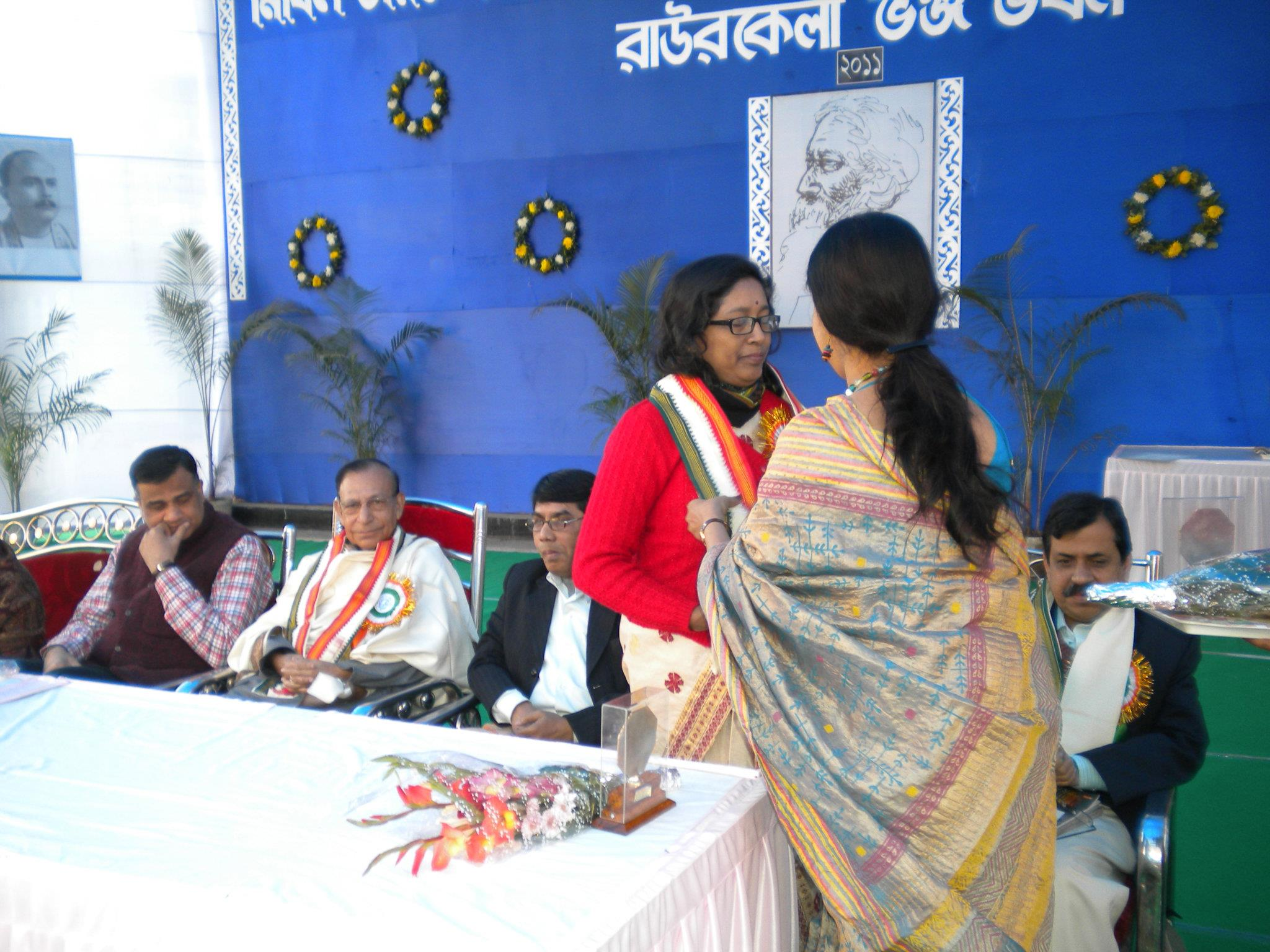
Veranstaltung in Rourkela

Schon zur Zeit der britischen Kolonialherrschaft in Indien gab es Überlegungen zur Gründung einer indischen Literaturakademie. Im Jahr 1944 erteilte die britisch-indische Regierung ihre grundsätzliche Zustimmung zum Vorschlag der bengalischen Asiatic Society, dass eine Gesellschaft zum Schutz des nationalen historischen Erbes gegründet werden solle. Die Gesellschaft sollte aus drei Akademien bestehen, unter denen eine Literaturakademie sein sollte. Nach der Unabhängigkeit Indiens 1947 verfolgte die neue indische Regierung das Projekt weiter. In einer Serie von Konferenzen wurde beschlossen, drei Nationalakademien zu gründen, eine für Literatur, eine für bildende Künste und eine dritte für Tanz, Drama und Musik. Jedoch gab es unterschiedliche Auffassungen, wie aktiv der Staat bei der Gründung werden solle. Insbesondere der damalige indische Bildungsminister Abul Kalam Azad befürworte eine staatliche Initiative, und so wurde am 12. März 1954 die Sahitya Akademi formell als Literaturakademie inauguriert. Ungeachtet der staatlichen Initiative wurde die Akademie als regierungsunabhängige Institution eingerichtet. Am 7. Januar 1956 wurde die Akademie nach dem Societies Registration Act, 1860 als Gesellschaft registriert.

## Aufgaben und Aktivitäten
In der Verfassung der Akademie ist festgeschrieben, dass sie als nationale Organisation aktiv die Entwicklung der indischen Literaturen fördern, sich für hohe literarische Standards und guten Literaturgeschmack einsetzen soll. Außerdem sollen literarische Aktivitäten in den verschiedenen indischen Sprachen koordiniert und die kulturelle Einheit Indiens gefördert werden.
Die Mittel und Methoden, mit denen die Akademie diese Ziele erreichen oder verwirklichen will, sind vielfältig. Die Akademie organisiert oder unterstützt Seminare, Vorlesungen, Symposien, öffentliche Lesungen und künstlerische Darbietungen. Sie veröffentlicht oder unterstützt die Veröffentlichung von wissenschaftlichen Zeitschriften, Monografien, individuellen künstlerischen Werken verschiedener Genres, Anthologien, Enzyklopädien, Wörterbüchern, Bibliografien, Autorenverzeichnissen und Darstellungen der Literaturgeschichte. Seit ihrer Gründung hat sie mehr als 6000 Bücher herausgegeben und sie organisiert jährlich mindestens 50 regionale, nationale oder internationale Seminare sowie mehr als 300 literaturbezogene Treffen oder workshops, die unter verschiedenen Titeln abgehalten werden, wie Meet the Author, Samvad, Kavisandhi, Kathasandhi, Loka: The Many Voices, People and Books, Through My Window, Mulakat, Asmita, Antaral, Avishkar, Nari Chetna, Yuva Sahiti, Bal Sahiti, Purvottari und Literary Forum meetings.
Die Akademie hält jährliche Seminare in jeder der 24 anerkannten Sprachen ab. Die Seminare werden entsprechend den Empfehlungen von 24 Sprachbeiräten gestaltet. Sie setzen sich aus je zehn anerkannten Schriftstellern, Gelehrten oder Kritikern der jeweiligen Sprache zusammen. Die Zusammensetzung der Beiräte wird alle fünf Jahre neu bestimmt. Die Akademie veröffentlicht außerdem die englischsprachige  wissenschaftliche Zeitschrift Indian Literature (ISSN 0019-5804).

## Anerkannte Sprachen
Neben den 22 in der indischen Verfassung aufgeführten offiziellen Sprachen Indiens erkennt die Akademie zwei weitere Sprachen an: das Englische und Rajasthani.
1. Assamesisch
2. Bengalisch
3. Bodo (Boro)
4. Dogri
5. Englisch
6. Gujarati
7. Hindi
8. Kannada
9. Kashmiri
10. Konkani
11. Maithili
12. Malayalam
13. Meitei
14. Marathi
15. Nepali
16. Oriya
17. Panjabi
18. Rajasthani
19. Sanskrit
20. Santali
21. Sindhi
22. Tamil
23. Telugu
24. Urdu

## Bibliothek
Die Zentralbibliothek der Akademie in Neu-Delhi ist eine der bedeutendsten multilingualen Bibliotheken Indien und verfügt über eine Sammlung von etwa 200.000 Büchern (Stand 2020). Darunter befinden sich auch Werke zur Literaturtheorie, Sprach- und Übersetzerwissenschaft im Allgemeinen, außerdem spezielle Sammlungen der Werke Rabindranath Tagores, Sri Aurobindos und Mahatma Gandhis. Viele Bücher sind digitalisiert über das Internet zugänglich. Auch die regionalen Zweigstellen in Kolkata, Bengaluru und Mumbai verfügen über größere eigene Bibliotheken.

## Regionale Zweigstellen

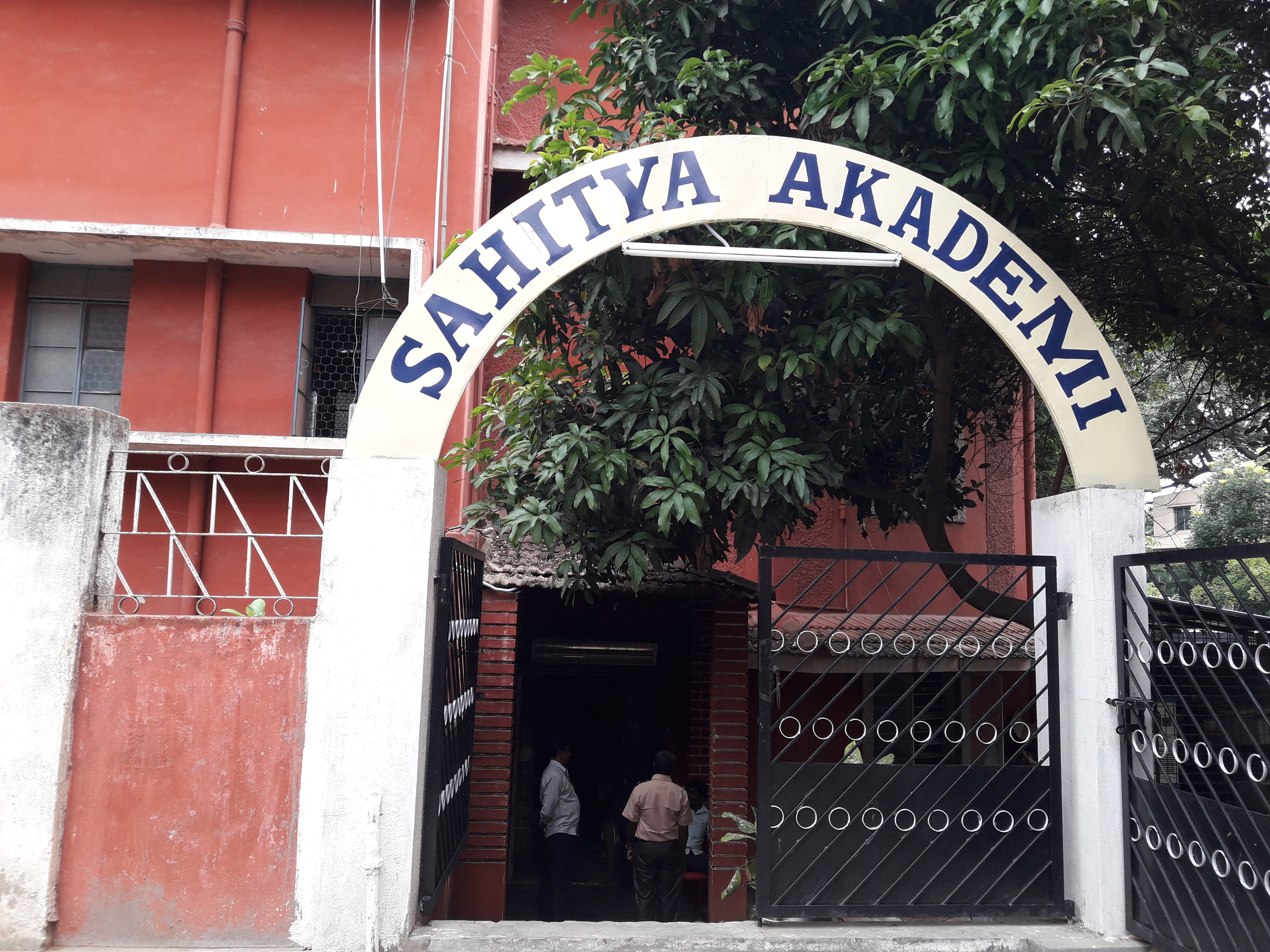
Eingang zum Regionalbüro in Bengaluru

Die Akademie hat die folgenden fünf Regionalbüros:
- Kolkata: zuständig für Assamesisch, Bengalisch, Bodo, Manipuri und Oriya, neben Publikationen in Englisch und Tibetisch. Das Regionalbüro ist auch für andere Sprachen Nordostindiens zuständig und verfügt über eine umfangreiche Bibliothek
- Bengaluru: zuständig für die dravidischen Sprachen (Kannada, Malayalam, Tamil und Telugu), daneben auch Veröffentlichungen in Englisch. Das Regionalbüro verfügt über eine umfangreiche Bibliothek
- Chennai: ein unter-regionales Büro, das sich mit dem Tamil befasst
- Mumbai: zuständig für Gujarati, Konkani, Marathi und Sindhi, zum Teil auch Veröffentlichungen in Englisch und Hindi
- Agartala: (Nordost-Zentrum für mündliche Literatur): fokussiert auf die nicht-anerkannten Sprachen des indischen Nordostens

## Preise
Die Sahitya Akademi vergibt jedes Jahr in allen 24 Sprachen jeweils folgende Preise:
- Sahitya Akademi Award (Preis für herausragende Buchveröffentlichungen aus den vorangegangenen fünf Jahren)
- Sahitya Akademi Prize for Translation (Preis für herausragende Übersetzungen von einer indischen Sprache in eine andere aus den vorangegangenen fünf Jahren)
- Yuva Puraskar (für Buchveröffentlichungen von Autoren unter 35 Jahren)
- Bal Sahitya Puraskar (für Kinderbücher aus den vorangegangenen fünf Jahren)

### Andere Preise
- Sahitya Akademi Fellowship (höchste literarische Auszeichnung für sein Lebenswerk)
- Sahitya Akademi Golden Jubilee Prize (besondere Auszeichnungen anlässlich des goldenen Jubiläums der Sahitya Akademi)